# Jean de Souvré
Jean (II.) de Souvré (* wohl 1584; † 9. November 1656 in Paris, 72 Jahre alt) war ein französischer Adliger und Militär.
Er war Seigneur de Souvré, Marquis de Courtanvaux, Ritter im Orden vom Heiligen Geist, Premier Gentilhomme de la Chambre du Roi und Gouverneur von Touraine.

## Leben
Jean de Souvré ist der Sohn von Gilles de Souvré, Marquis de Courtanvaux, Marschall von Frankreich, und Françoise de Bailleul, Dame de Renouard.
Im Mai 1610 wurde er Gouverneur von Touraine nach dem Rücktritt seines Vaters (bis 1627, sein Nachfolger wurde Antoine Coëffier de Ruzé). Am 31. Dezember 1619 wurde er Ritter im Orden vom Heiligen Geist. Am 15. Oktober 1622 wurde er Premier Gentilhomme de la Chambre du Roi im 1547 eingerichteten ersten Amt (und 1623 von Henri II. de Montmorency abgelöst), 1626 dann das gleiche im 1610 eingerichteten vierten Amt nach dem Rücktritt seines Vaters (diese Aufgabe nahm er bis 1653 wahr).
Darüber hinaus war er u. a. Conseiller d’État, Capitaine du Château de Fontainebleau etc.
Jean de Souvré starb am 9. November 1656 im Alter von 72 Jahren und wurde in der Abtei Saint-Amand in Rouen bestattet, deren Äbtissin seine älteste Tochter war.

## Ehe und Nachkommen
Er heiratete am 22. April 1620 Catherine de Neufville († 1657), Dame de Pacy, Tochter von Charles de Neufville, Marquis de Villeroy et d'Alaincourt, Ritter im Orden vom Heiligen Geist, Gouverneur von Lyon, und Marguerite de Mandelot, Dame de Paci (Neufville de Villeroy). Ihre Kinder sind:
- Nicolas († jung), Marquis de Courtanvaux
- Louis (X 2. Juni 1640 beim Angriff auf Arras vor der Belagerung der Stadt), Seigneur de Saint-Loup, Marquis de Courtanvaux nach seinem Bruder
- Charles († 3. Mai 1646), Seigneur de La Chapelle, dann Abt von Saint-Calez, als Comte de Saint-Jean de Lyon vorgesehen, nach dem Tod seiner Geschwister und noch zu Lebzeiten seines Vaters Marquis de Courtanvaux, bestattet in der Pfarrkirche von Courtanvaux; ⚭ 17. Mai 1645 Marguerite Barentin († 8. Februar 1704, 77 Jahre alt), Tochter von Charles Barentin, Seigneur de Villeneuve, und Madelene de Kerkisinem, Dame d’Ardivilliers (bei Roye), sie heiratete in zweiter Ehe Urbain II. de Laval, Marquis de Boisdauphin et de Sablé, Sohn von Philippe Emanuel de Laval, Marquis de Sablé und Madeleine de Souvré, einer Tochter des Marschalls – Charles‘ und Marguerites einzige Tochter ist Anne de Souvré (* postum 30. November 1646; † 2. Dezember 1715) Marquise de Courtanvaux, Dame de Paci, die am 19. März 1662 François-Michel le Tellier, Marquis de Louvois († 16. Juli 1691) heiratete (Le Tellier de Louvois)
- Eléonore († 28. August 1672[3], 52 Jahre alt), 22½ Jahre lang Äbtissin von Saint-Amand de Rouen
- Madelène († 9. September 1691), Äbtissin von Saint-Amand de Rouen nach ihrer Schwester